# Wilhelmine Hagen
Wilhelmine Hagen (* 5. Juli 1910 in Köln; † 1996 in Bonn) war eine deutsche Klassische und Provinzialrömische Archäologin und Numismatikerin. Sie war 1943 die erste Habilitandin an der Universität Bonn.

## Leben und Werk
Wilhelmine Hagen studierte Klassische Archäologie, Geschichte, Latein und Ägyptisch an der Universität Bonn. 1934 wurde sie mit der Arbeit Kaiserzeitliche Gagatarbeiten aus dem rheinischen Germanien promoviert, eine Arbeit, deren Horizont, im Widerspruch zum Titel, bis nach Oberitalien reichte, und die noch Anna Rosa Termini Storti fast 60 Jahre später die „bis heute konsequenteste und genaueste Untersuchung zum Gebrauch des Gagats und der anderen verwandten fossilen Kohlenstoffe in römischer Zeit“ nannte.
Hagen übernahm 1937 nach der Pensionierung ihres Vaters Joseph Hagen die Leitung des von ihm bis dahin geleiteten Münzkabinetts im Rheinischen Landesmuseum. Am 6. Juli 1937 beantragte sie die Aufnahme in die NSDAP und wurde rückwirkend zum 1. Mai desselben Jahres aufgenommen (Mitgliedsnummer 4.389.472). Als erster Frau wurde ihr 1943 an der Universität Bonn die Venia Legendi verliehen. Ihre Habilitationsschrift trug den Titel Der Münzschatz von Metternich aus der Zeit des Kaisers Magnentius. Bis 1975 war sie in Bonn als Dozentin für Numismatik tätig.
Seit 2014 besteht in Bonn das Wilhelmine Hagen-Stipendium für Postdoktorandinnen.

## Schriften (Auswahl)
- Kaiserzeitliche Gagatarbeiten aus dem rheinischen Germanien. In: Bonner Jahrbücher des Rheinischen Landesmuseums in Bonn und der Gesellschaft der Freunde und Förderer des Rheinischen Landesmuseums in Bonn, 142 (1937) 77–144.
- Münzschatz von Metternich aus der Zeit des Kaisers Magnentius., in: Bonner Jahrbücher 145 (1940) 80–125.
- Neue rheinische Münzschatzfunde des 17. Jahrhunderts. In: Bonner Jahrbücher des Rheinischen Landesmuseums in Bonn und der Gesellschaft der Freunde und Förderer des Rheinischen Landesmuseums in Bonn,  147 (1942) 383–461.
- Münzfunde. In: Bonner Jahrbücher des Rheinischen Landesmuseums in Bonn (im Landschaftsverband Rheinland) und des Vereins von Altertumsfreunden im Rheinlande, 159 (1959) 461-550.[6]
- Münzprägung und Geldumlauf im Rheinland. Führer durch die Schausammlung des Münzkabinetts (= Kunst und Altertum am Rhein, 17, ISSN 0075-725X), Rheinland-Verlag, Düsseldorf 1968.